# Romani
Het Romani, Romanes of Rom (Romani: romani ćhib) is de taal van de Roma. Volgens sommige wetenschappers dient men van meerdere talen te spreken, daar de verschillende stammen er zeer uiteenlopende dialecten op na houden. In totaal zijn er minstens 60 Romani-dialecten. Het Romani heeft ook invloed gehad op de Nederlandse taal. Naar schatting heeft het Romani ruim 130 woorden in het Nederlands achtergelaten, waarvan acht woorden opgenomen zijn in het woordenboek.

## Ontwikkeling
Analyse van het Romani heeft aangetoond dat het verwant is aan talen in Noord-India en Pakistan, zoals het Hindi en vooral het Punjabi. Dit wordt gezien als sterk bewijs om de geografische oorsprong van de Roma te bepalen, vooral omdat de leenwoorden in het Romani het mogelijk maken hun migratie naar het westen te volgen. Een recente studie suggereert dat Romani verwant is aan het Sinhala.
De meeste Roma hebben aan hun taal vastgehouden, maar zelden zonder ook de taal van het land waar ze verbleven te leren, aangezien de meeste stammen wel gedurende vele jaren of zelfs eeuwen binnen een beperkt gebied bleven. De taal is van oorsprong Indo-Arisch maar heeft Iraanse, Armeense, Griekse en Slavische invloeden ondergaan; de stammen die verder trokken lieten hun taal nog meer beïnvloeden. De invloeden zijn doorgaans veel ingrijpender dan een (groot) aantal leenwoorden: zo spreken de Roma van de Balkan dialecten die nog alle acht naamvallen van het Sanskriet bewaard hebben, wat door de sterke verbuiging in de Slavische talen mogelijk was, maar hebben de Roma uit de Karpaten, die naast hun eigen taal voornamelijk Duits leerden, het meeste ervan laten vallen. Zodoende kunnen veel Roma elkaar niet meer verstaan.
Pas in de meest recente tijd is men begonnen met het frequent opschrijven en standaardiseren van het Romani. Hierdoor lijkt het waarschijnlijk dat de dialecten tot meerdere talen zullen uitkristalliseren.

## Romani in Nederland
Op grond van het Europees Handvest voor regionale talen of talen van minderheden worden binnen Nederland twee zogenaamde "niet-territoriale minderheidstalen" erkend: het Jiddisch en het Romani. Nederland erkent daarmee formeel dat het Romani een taal is die verschilt van de taal gebruikt door de overige bevolking maar die, hoewel zij van oudsher binnen Nederland wordt gesproken, niet met een bepaald gebied kan worden vereenzelvigd. Kortom, een taal die niet aan een regio is gebonden zoals het Nedersaksisch, Fries of Limburgs, maar die door een geografisch verspreide groep wordt gebruikt. Het Handvest legt Nederland bepaalde plichten op met betrekking tot het Romani, zoals het ontwikkelen van een geest van respect, begrip en tolerantie ten opzichte van Romani-sprekenden; een verbod van discriminatie; het toestaan van positieve ondersteuning van deze taal; het bieden van de mogelijkheid voor groepen Romani-sprekenden om contacten in binnen- en buitenland tot stand te brengen en te onderhouden; en het bevorderen van taalonderzoek en taalstudie. Van tijd tot tijd zendt de Raad van Europa een comité van deskundigen naar Nederland om te controleren of Nederland zich aan deze plichten houdt.

## Romani in België
In België heeft het Romani geen formeel erkende status onder het hierboven genoemde Europese Handvest. België heeft dit verdrag namelijk niet ondertekend omdat het de Franstalige minderheid in het Vlaamse Gewest en de Nederlandstalige minderheid in het Waalse Gewest niet formeel wil erkennen uit vrees voor verstoring van het taalpolitieke evenwicht in België.